# Tudor Pro Cycling Team
Tudor Pro Cycling Team is een Zwitserse wielerploeg die in 2018 werd opgericht onder de naam Swiss Racing Academy. De ploeg is actief op het pro continentale niveau. 

## Geschiedenis
Swiss Racing Academy werd in 2018 opgericht als nationaal clubteam. Er reden hoofdzakelijk belofte renners (U23-categorie). Eerst nog uitsluitend Zwitsers, vanaf 2021 ook andere nationaliteiten. In 2019 verkreeg het een UCI-licentie als continentaal team. In 2020 werd Fabian Cancellara aangetrokken als adviseur/mentor van het team. In 2022 werd Cancellara eigenaar van het team. Tevens trad Tudor toe als nieuwe hoofdsponsor. De ploegnaam luidt per 15 mei 2022 dan ook: Tudor Pro Cycling Team. Swiss Racing Academy zelf bleef bestaan als eliteteam op nationaal niveau.
In 2023 verkreeg het team de status van ProTeam. Zo heeft het startrechten voor de wedstrijden op de UCI ProSeries-kalender. Ook komt het in aanmerking voor wedstrijden op de UCI World Tour-kalender, mits het ontvangen van een wildcard. De selectie in 2023 omvatte 21 renners. Dat seizoen werd er eveneens een opleidingsteam opgericht, namelijk Tudor Pro Cycling U23.

## Ploegnamen
| Periode   | Naam                   | Code | PC                   | Fietsmerk |
| --------- | ---------------------- | ---- | -------------------- | --------- |
| 2019-2022 | Swiss Racing Academy   | SRA  | CT                   | BMC       |
| 2022-2023 | Tudor Pro Cycling Team | TUD  | CT (2022) Pro (2023) | BMC       |

## Overwinningen
N.B. Zie voor 2023 de jaarpagina.
| 2019 2e etappe Ronde van de Jura: Stefan Bissegger 2020 1e etappe Ronde van Savoie-Mont Blanc: Joab Schneiter 2021 6e etappe Girobio: Aloïs Charrin 9e etappe Girobio: Yannis Voisard Proloog Tour du Pays de Montbéliard: Alex Vogel | 2022 1e etappe Istrian Spring Trophy: Sean Flynn 2e etappe Istrian Spring Trophy: Alex Baudin 3e etappe Istrian Spring Trophy: Robin Froidevaux 3e etappe Ronde van Bretagne: Alex Baudin 3e etappe Alpes Isère Tour: Yannis Voisard 2e etappe Tour du Pays de Montbéliard: Arnaud Tendon 3e etappe Ronde van de Aostavallei: Alex Baudin |

## Kampioenschappen
Nationale
2019: Zwitserland, tijdrit, U23: Stefan Bissegger
2019: Zwitserland, wegwedstrijd, U23: Mauro Schmid
2022: Zwitserland, wegwedstrijd, elite: Robin Froidevaux
2022: Zwitserland, tijdrit, U23: Fabian Weiss
2022: Zwitserland, wegwedstrijd, U23: Nils Brun
2022: Tsjechië, wegwedstrijd, U23: Petr Kelemen

## Grote Rondes
| Jaar | Ronde van Italië   | Ronde van Italië | Ronde van Frankrijk | Ronde van Frankrijk | Ronde van Spanje   | Ronde van Spanje |
| Jaar | hoogste klassering | etappewinst      | hoogste klassering  | etappewinst         | hoogste klassering | etappewinst      |
| ---- | ------------------ | ---------------- | ------------------- | ------------------- | ------------------ | ---------------- |
| 2024 | 10e Michael Storer |                  |                     |                     |                    |                  |
| 2025 | 10e Michael Storer |                  | 42e Michael Storer  |                     |                    |                  |

2019 · 2020 · 2021 · 2022 · 2023 · 2024 · 2025
Burgos-Burpellet-BH · Caja Rural-Seguros RGA · Equipo Kern Pharma · Euskaltel-Euskadi · Israel-Premier Tech · Lotto · Q36.5 Pro Cycling Team · Solution Tech-Vini Fantini · Team Corratec-Vini Fantini · Team Flanders-Baloise · Team Novo Nordisk · Polti VisitMalta · TotalEnergies · Tudor Pro Cycling Team · Unibet Tietema Rockets · Uno-X Mobility · VF Group-Bardiani CSF-Faizanè · Wagner Bazin WB
Zie ook: UCI ProSeries · Continental Circuits
Bohli · Brun · Charrin · de Kleijn · J. Eriksson · L. Eriksson · Froidevaux · Heming · Kamp · Kelemen · Kluckers · Kolze Changizi · Pellaud · Pluimers · Reichenbach · Suter · Thalmann · Voisard · Wilksch (vanaf 5/8) · Wirtgen · Zijlaard
Bohli · Brenner · Brun · Charrin · Dainese · de Kleijn · J. Eriksson · L. Eriksson · Froidevaux · Heming · Kamp · Kelemen · Kluckers · Kolze Changizi · Krieger · Mayrhofer · Pellaud · Pluimers · Reichenbach · Rondel (vanaf 20/7) · Storer · Stork · Suter · Thalmann · Trentin · Voisard · Wilksch · Wirtgen · Zijlaard